# VII. konstitutionelle Regierung Osttimors
Die VII. konstitutionelle Regierung Osttimors (VII Constitutional Government) war die siebte Regierung Osttimors seit der Entlassung Osttimors in die Unabhängigkeit am 20. Mai 2002. Premierminister Marí Alkatiri regierte seit dem 15. September 2017. Er war bereits von 2002 bis 2006 Regierungschef Osttimors. Unter den Ministern fanden sich drei der vier anderen bisherigen Premierminister Osttimors seit der Unabhängigkeit 2002, darunter Friedensnobelpreisträger José Ramos-Horta. Xanana Gusmão, der vierte, Gründer der größten Oppositionspartei CNRT, war aber trotzdem als Chefunterhändler bei den Grenzstreitigkeiten mit Australien tätig, die er erfolgreich abschloss. Die Minderheitsregierung aus FRETILIN und PD konnte sich im Nationalparlament mit ihrem Programm und den Plänen zum Staatshaushalt nicht gegen die Mehrheit aus CNRT, PLP und KHUNTO durchsetzen, was zu einer monatelangen Blockade in der Politik des Landes führte, weswegen Staatspräsident Francisco Guterres am 26. Januar 2018 das Parlament auflöste und für den 12. Mai Neuwahlen ausrief.

## Geschichte

### Regierungsbildung
Nach den Parlamentswahlen am 22. Juli 2017 führte die VI. Regierung unter Rui Maria de Araújo noch bis September die Amtsgeschäfte, da sich die Regierungsbildung aufgrund der langwierigen Koalitionsverhandlungen verzögerte.
Alkatiri wurde von Staatspräsident Francisco Guterres (FRETILIN) am 14. September zum Premierminister ernannt und mit der Regierungsbildung beauftragt. Die ersten Angehörigen der VII. verfassungsmäßige Regierung Osttimors wurden am 15. September 2017 eingeführt und vereidigt. Drei Regierungsmitglieder wurden wieder als „Staatsminister“ hervorgehoben: Die ehemaligen Premierminister José Ramos-Horta, Estanislau da Silva und Rui Maria de Araújo. Ramos-Horta leitet dabei kein Fachministerium, sondern ist „Berater für Fragen der nationalen Sicherheit“, ein neues Amt, das dem Nationalen Sicherheitsberater der Vereinigten Staaten angelehnt ist. Alkatiris FRETILIN hatte am 13. September mit der PD einen Koalitionsvertrag geschlossen. Das Bündnis verfügt nur über 30 der 65 Sitze im am 22. Juli gewählten Parlament. Der ursprünglich geplante dritte Koalitionspartner KHUNTO unterschrieb den Vertrag aufgrund von internen Streitigkeiten im letzten Moment nicht, kündigte aber an, mit der Minderheitsregierung kooperieren zu wollen. Allerdings fehlten den drei Parteien bereits bei der Wahl des Parlamentspräsidenten Aniceto Guterres Lopes (FRETILIN) am 4. September zwei Stimmen, so dass Lopes nur mit einer Stimme Mehrheit seinen Amtsvorgänger Adérito Hugo da Costa (CNRT) schlug.
Alkatiri war weiterhin Präsident der Sonderwirtschaftszonen. Bis zur Ernennung der neuen Amtsträger führte Alkatiri außerdem das Justizministerium. Estanislau da Silva leitete kommissarisch das Ministerium für mineralische Ressourcen und Rui Maria de Araújo das Bildungsministerium.
Am 29. September 2017 erfolgte die Ernennung weiterer Regierungsmitglieder. Unter ihnen befanden sich auch zwei Mitglieder der Oppositionsparteien CNRT und PLP. Das veröffentlichte Dekret des Präsidenten wurde am 2. Oktober durch ein neues aufgehoben, da das erste einige Fehler erhielt. Im Dekret des Präsidenten 64/2017 wurden die Amtsbezeichnung von Ágio Pereira geändert und zwei weitere Regierungsmitglieder ernannt. Die Vereidigung aller neuer Amtsträger erfolgte am 3. Oktober.
Am 13. Oktober ernannte Präsident Guterres die vier letzten Mitglieder des Kabinetts. Sie und Vize-Außenministerin Adaljíza Magno, die bei der letzten Vereidigungsrunde noch als Botschafterin in Singapur war, wurden am 17. Oktober 2017 vereidigt. Darunter auch Justizministerin Ângela Carrascalão von der UDT.

### Konflikt mit der Opposition
Nach dem Beschluss des Regierungsprogramms im Ministerrat, zeigte die Opposition noch am selben Tag ihre Stärke. Am 6. Oktober schickten die 35 Abgeordneten von CNRT, PLP und KHUNTO einen Brief an Staatspräsident Francisco Guterres, in dem sie, falls die Regierung ihr Programm im Parlament nicht durchsetzen könne, ihre Bereitschaft bekundeten, eine „alternative Lösung für eine Regierung anzubieten“, um „Frieden, Stabilität und Entwicklung“ sicherzustellen zu können. Guterres wird dafür kritisiert, eine Minderheitsregierung anzuerkennen, statt „nach einer Lösung zu suchen, die eine Mehrheitsregierung ermöglicht hätte“. Die FRETILIN habe es versäumt, einen Konsens zwischen den Parteien zu schaffen, um Programm und Staatshaushalt durchsetzen zu können. Am 8. Oktober erklärten die drei Oppositionsparteien die Gründung des Blocks „Oppositionelle Allianz der parlamentarischen Mehrheit“ (tetum Aliansa Opozisaun Maioria Parlamentar AOMP), mit der sie die Arbeit der Regierung kontrollieren wollen. Am 11. Oktober erklärte die PLP, dass L4 und Cipriano Estevez für die Dauer ihrer Beteiligung in der Regierung die Parteimitgliedschaft suspendiert werde und auch José Neves, der mit der PLP eng verbunden ist, solange nicht an Parteiveranstaltungen teilnehmen dürfe. Am 12. Oktober unterschrieben CNRT, PLP und KHUNTO offiziell eine Vereinbarung zur Bildung der neuen Aliança da Maioria Parlamentar (AMP).
Am 19. Oktober lehnte die Opposition mit ihrer Mehrheit das Regierungsprogramm im Parlament ab. Eine zweite Ablehnung des Regierungsprogramms wäre gleichbedeutend mit dem Scheitern der Regierung. Allerdings legte die Verfassung das genaue Prozedere für die zweite Vorstellung des Programms nicht fest. Vor allem um die Frist wurde in Folge gestritten. Für die erste Präsentation beträgt sie 30 Tage. Der Premierminister betonte, dass er sich nicht verpflichtet sehe, das Programm noch in diesem Jahr vorzulegen. Alkatiri gab sich so, als habe er dem Parlament nur einen Vorschlag gemacht, um den Staatshaushalt zu korrigieren. Die Opposition reagierte erbost und erklärte sie wolle die derzeitige Regierung nun formal ablösen. Zuvor war es schon bei den Haushaltsdebatten zum Eklat gekommen. Parlamentspräsident Lopes lehnte ab, über einen Antrag der Opposition abzustimmen. Seitdem blockierte die Opposition die Arbeit in den Ausschüssen zum Budget, so dass der Haushalt mangels Beschlusses nicht in Kraft treten konnte. Ein weiterer Antrag der Opposition zur Tagesordnung vom 20. November, der sich mit der Absetzung der Regierung beschäftigen sollte, wurde ebenfalls vom Parlamentspräsidenten nicht zugelassen. Genauso wenig, wie eine Diskussion über seine eigene Absetzung, welche die Opposition am 4. Dezember forderte. Lopes stellte im Gegenzug beim Tribunal de Recurso de Timor-Leste einen Antrag auf Kontrolle der Verfassungsmäßigkeit des Artikels der Parlamentsgeschäftsordnung, der seine Absetzung ermöglicht. Er forderte eine einstweilige Verfügung gegen den Absetzungsantrag, „zur Verteidigung der Ehre und Würde des Amtes“.
Die FRETILIN warf der AMP vor, dass sie einen Staatsstreich betreiben würde, obwohl die Maßnahmen der Opposition bisher alle von der Verfassung gedeckt sind. Alkatiri drohte der AMP „wenn sie im Haus [(im Parlament)] tanzen, sollten wir auf den Straßen tanzen.“ Zuvor forderte er die Sicherheitskräfte auf, die öffentliche Ordnung zu schützen, doch fehlen jegliche Anzeichen für eine drohende Gewalt. Das bestätigten auch Armeechef Lere Anan Timur und Polizeichef Júlio Hornay, die aber gleichzeitig die Bevölkerung aufriefen Ruhe zu bewahren. Die Opposition sprach im Gegenzug von einer verfassungswidrigen Usurpation der Macht durch Regierung und Parlamentspräsident.
Am 18. Dezember 2017 setzte Parlamentspräsident Aniceto Guterres Lopes der Regierung eine Frist von 30 Tagen zur Vorlegung des zweiten Programmvorschlages. Nachdem er am 18. Januar 2018 nicht eingereicht wurde und Guterres Lopes auch nicht entgegen den Regeln zu einer Plenarsitzung geladen hatte, folgte der Beschluss, dass ab dem 31. Januar über den Misstrauensantrag der Opposition bis zu drei Tage diskutiert werden soll. Zwischenzeitlich lehnte das Parlament am 20. Dezember zum zweiten Mal den Regierungsentwurf für den Staatshaushalt über 1,61 Mrd. US-Dollar (Vorjahr: 1,39 Mrd. US-Dollar) ab. CNRT-Fraktionsvorsitzender Arão Noé da Costa Amaral nannte den Haushaltsentwurf verfassungswidrig. Die Prioritäten für Volk und Nation würden sich darin nicht widerspiegeln.
Die Regierungsparteien strebten nun Neuwahlen an, während die Parteien der AMP selbst den Regierungsauftrag vom Staatspräsidenten wollten. Nach Gesprächen mit Vertretern aller Parteien beschloss Staatspräsident Guterres am 26. Januar 2018 die Auflösung des Parlaments (Präsidiales Dekret Nr. 5/2018) und rief zu Neuwahlen auf. Das Übergehen der parlamentarischen Mehrheit durch Präsident Guterres wird von Kommentatoren und Staatswissenschaftler als „Angriff auf die Demokratie“ bewertet. Ihm und Alkatiri wurde „Dickköpigkeit“ und „Arroganz“ vorgeworfen. Der Premierminister würde das Gesetz brechen, nur um an der Macht bleiben zu können.
Die vorgezogenen Neuwahlen am 12. Mai 2018 brachten der AMP die absolute Mehrheit, so dass sie die nachfolgende Regierung stellte.

## Mitglieder der Regierung
| Regierung Alkatiri, 15. September 2017 – 21. Juni 2018 |                                                                               | |
| Foto                                                   | Name                                                                          | Posten                                                                                               |
|                                                        | Marí Bin Amude Alkatiri (FRETILIN)                                            | Premierminister, Minister für Entwicklung und institutionelle Reformen                               |
| Ágio Pereira                                           | Hermenegildo Augusto Ágio Cabral Pereira (CNRT)                               | Stellvertreter des Premierministers für die Festlegung der Seegrenzen (vereidigt am 3. Oktober 2017) |
| José Reis                                              | José Maria dos Reis (FRETILIN)                                                | Stellvertreter des Premierministers für Regierungsangelegenheiten (vereidigt am 3. Oktober 2017)     |
| Minister                                               |                                                                               | |
|                                                        | José Ramos-Horta (parteilos)                                                  | Staatsminister, Berater für Fragen der nationalen Sicherheit                                         |
|                                                        | Rui Maria de Araújo (FRETILIN)                                                | Staatsminister, Minister für Gesundheit                                                              |
|                                                        | Estanislau da Silva (FRETILIN)                                                | Staatsminister, Minister für Landwirtschaft und Fischerei                                            |
| Mariano Sabino Lopes (2017)                            | Mariano Sabino Lopes (PD)                                                     | Staatsminister und Minister für mineralische Ressourcen (vereidigt am 3. Oktober 2017)               |
| Adriano do Nascimento                                  | Adriano do Nascimento (PD)                                                    | Minister des Präsidiums des Ministerrats                                                             |
| Aurélio Sérgio Cristóvão Guterres                      | Aurélio Sérgio Cristóvão Guterres (FRETILIN)                                  | Minister für Äußere Angelegenheiten und Kooperation                                                  |
| Valentim Ximenes (2018)                                | Valentim Ximenes (FRETILIN)                                                   | Minister für Staatsadministration                                                                    |
| Rui Augusto Gomes                                      | Rui Augusto Gomes (parteilos)                                                 | Minister für Planung und Finanzen                                                                    |
| José Agostinho Sequeira                                | José Agostinho Sequeira Somotxo (FRETILIN)                                    | Minister für Verteidigung und Sicherheit                                                             |
|                                                        | António da Conceição (PD)                                                     | Minister für Handel und Industrie                                                                    |
| Florentina da Conceição Pereira Martins Smith          | Florentina da Conceição Pereira Martins Smith (FRETILIN)                      | Ministerin für Soziale Solidarität                                                                   |
| Fernando Hanjam                                        | Fernando Hanjam (PLP)                                                         | Minister für Bildung und Kultur (vereidigt am 3. Oktober 2017)                                       |
|                                                        | Hernâni Coelho (FRETILIN)                                                     | Minister für Erdöl (vereidigt am 3. Oktober 2017)                                                    |
| Ângela Carrascalão                                     | Ângela Carrascalão (UDT)                                                      | Ministerin für Justiz (vereidigt am 17. Oktober 2017)                                                |
|                                                        | Manuel Vong                                                                   | Minister für Tourismus (vereidigt am 17. Oktober 2017)                                               |
| Vizeminister                                           |                                                                               | |
| Lurdes Maria Bessa (2017)                              | Maria Lurdes Martins de Sousa Bessa (PD)                                      | Vizeministerin für Bildung und Kultur                                                                |
| José Neves                                             | José António de Jesus das Neves (PLP nahestehend, von der Partei suspendiert) | Vizeminister für Bildung und Kultur (vereidigt am 3. Oktober 2017)                                   |
| Mariano Renato Monteiro da Cruz                        | Mariano Renato Monteiro da Cruz                                               | Vizeminister für die Entwicklung des öffentlichen Diensts (vereidigt am 3. Oktober 2017)             |
| Abrão Oliveira (2018)                                  | Abrão Gabriel Santos Oliveira (FRETILIN)                                      | Vizeminister für Entwicklung für Wohnraum, Planung und Umwelt (vereidigt am 3. Oktober 2017)         |
| Inácio Moreira                                         | Inácio Freitas Moreira (FRETILIN)                                             | Vizeminister für Entwicklung für Transport und Kommunikation (vereidigt am 3. Oktober 2017)          |
| José Anuno                                             | José Anuno (PD)                                                               | Vizeminister für Staatsadministration (vereidigt am 3. Oktober 2017)                                 |
| Luís Maria Lobato                                      | Luís Maria Ribeiro Freitas Lobato (FRETILIN)                                  | Vizeminister für Gesundheit (vereidigt am 3. Oktober 2017)                                           |
| Sebastião Dias Ximenes                                 | Sebastião Dias Ximenes                                                        | Vizeminister für Justiz (vereidigt am 3. Oktober 2017)                                               |
| Jacinto Gusmão                                         | Jacinto Gusmão (PD)                                                           | Vizeminister für Handel und Industrie (vereidigt am 3. Oktober 2017)                                 |
| Deolindo da Silva                                      | Deolindo da Silva (FRETILIN)                                                  | Vizeminister für Landwirtschaft und Fischerei (vereidigt am 3. Oktober 2017)                         |
| Adaljíza Magno (2015)                                  | Adaljíza Magno (FRETILIN)                                                     | Vizeministerin für Äußere Angelegenheiten und Kooperation (vereidigt am 17. Oktober 2017)            |
| Sara Lobo Brites (2019)                                | Sara Lobo Brites                                                              | Vizeministerin für Planung und Finanzen (vereidigt am 17. Oktober 2017)                              |
| Rui Meneses                                            | Rui Meneses da Costa (PD)                                                     | Vizeminister für Tourismus (vereidigt am 17. Oktober 2017)                                           |
| Staatssekretäre                                        |                                                                               | |
| Cipriano Esteves Ferreira                              | Cipriano Esteves Doutel Ferreira (PLP, von der Partei suspendiert)            | Staatssekretär für Landwirtschaft und Fischerei (vereidigt am 3. Oktober 2017)                       |
| Matías Boavida                                         | Matias Freitas Boavida (FRETILIN)                                             | Staatssekretär für den Ministerrat und Medien (vereidigt am 3. Oktober 2017)                         |
|                                                        | Osório Costa (FRETILIN)                                                       | Staatssekretär für Sport und Förderung des höheren Wettbewerbs (vereidigt am 3. Oktober 2017)        |
| Nívio Leite Magalhães                                  | Nívio Leite Magalhães (PD)                                                    | Staatssekretär für Jugend und Arbeit (vereidigt am 3. Oktober 2017)                                  |
| André da Costa Belo                                    | André da Costa Belo (L4) (PLP, von der Partei suspendiert)                    | Staatssekretär für Veteranen (vereidigt am 3. Oktober 2017), dem Sozialministerium unterstellt       |
| Laura Lopez                                            | Laura Pina Menezes Lopez Belo                                                 | Staatssekretärin für Gleichstellung und soziale Eingliederung (vereidigt am 3. Oktober 2017)         |